# Rhona Daly
Rhona Daly (1979. február 5. –) ír nemzetközi női labdarúgó-játékvezető.

## Pályafutása
A FAI Játékvezető Bizottsága (JB) minősítésével a First Division, majd a Premier Division játékvezetője. A női nemzeti liga (Bus Éireann Women's National League) kiemelten foglalkoztatott bírója. Küldési gyakorlat szerint rendszeres 4. bírói, illetve alapvonalbírói szolgálatot is végzett.
Az Ír labdarúgó-szövetség JB terjesztette fel nemzetközi játékvezetőnek, a Nemzetközi Labdarúgó-szövetség (FIFA) 2004-től tartja nyilván női bírói keretében. A FIFA JB központi nyelvei közül az angolt beszéli. Az UEFA JB besorolása szerint az elit játékvezetők kategóriájában tevékenykedik. Több nemzetek közötti válogatott (Női labdarúgó-világbajnokság, Női labdarúgó-Európa-bajnokság), valamint UEFA Női Bajnokok Ligája klubmérkőzést vezetett, vagy működő társának 4. bíróként segített.
A 2015-ös női labdarúgó-világbajnokságon a FIFA JB játékvezetőként alkalmazta. Selejtező mérkőzéseket az UEFA zónában irányított. 
| Időpont              | Helyszín                     | Mérkőzés típusa           | Mérkőzés                          | Eredmény | Nézők száma |
| -------------------- | ---------------------------- | ------------------------- | --------------------------------- | -------- | ----------- |
| 2013. szeptember 26. | Qemal Stafa Stadion, Tirana  | előselejtező (5. csoport) | Albánia–Hollandia                 | 0 – 4    | 1000        |
| 2013. október 26.    | Városi Stadion, India        | előselejtező (3. csoport) | Szerbia–Dánia                     | 1 – 1    | 300         |
| 2014. április 9.     | MMArena, Le Mans             | előselejtező (7. csoport) | Franciaország–Ausztria            | 3 – 1    | 8032        |
| 2014. június 18.     | Bilino Polje Stadion, Zenica | előselejtező (4. csoport) | Bosznia-Hercegovina–Lengyelország | 1 – 1    | 40          |

A 2008-as U17-es női labdarúgó-Európa-bajnokságon a UEFA JB hivatalnokként foglalkoztatta.
| Időpont         | Helyszín                    | Mérkőzés típusa | Mérkőzés                                            | Eredmény |
| --------------- | --------------------------- | --------------- | --------------------------------------------------- | -------- |
| 2008. május 20. | Colovray Sportközpont, Nyon | egyik elődöntő  | Németország–Dánia                                   | 1 – 0    |
| 2008. május 20. | Colovray Sportközpont, Nyon | döntő           | Franciaország–Német U17-es női labdarúgó-válogatott | 0 – 3    |

A 2010-es U19-es női labdarúgó-Európa-bajnokságon, valamint a 2015-ös U19-es női labdarúgó-Európa-bajnokságon az UEFA JB bíróként alkalmazta. 2015-ben az elődöntőben Török Katalin volt az egyik asszisztense.
| Időpont          | Helyszín                     | Mérkőzés típusa              | Mérkőzés                                              | Eredmény | Nézők száma |
| ---------------- | ---------------------------- | ---------------------------- | ----------------------------------------------------- | -------- | ----------- |
| 2010. május 24.  | Milano Arena, Kumanovo       | csoportmérkőzés (A. csoport) | Németország–Olaszország                               | 4 – 1    | 1800        |
| 2010. május 27.  | Železarnica Stadion, Szkopje | csoportmérkőzés (B. csoport) | Macedónia–Hollandia                                   | 0 – 7    | 550         |
| 2015. július 15. | Városi Stadion, Lod          | csoportmérkőzés (A. csoport) | Izrael–Svédország                                     | 0 – 3    | 2500        |
| 2015. július 21. | Városi Stadion, Netánja      | csoportmérkőzés (A. csoport) | Svéd U19-es női labdarúgó-válogatott–Franciaország    | 0 – 1    | 600         |
| 2015. július 24. | Városi Stadion, Lod          | egyik elődöntő               | Francia U19-es női labdarúgó-válogatott–Spanyolország | 1 – 1    | 433         |

A 2013-as női labdarúgó-Európa-bajnokságon, 2017-es női labdarúgó-Európa-bajnokságon az UEFA JB játékvezetőként vette igénybe szolgálatát.. 
| Időpont           | Helyszín                      | Mérkőzés típusa                     | Mérkőzés                    | Eredmény | Nézők száma |
| ----------------- | ----------------------------- | ----------------------------------- | --------------------------- | -------- | ----------- |
| 2011 október 27.  | Haradzki Stadion, Maladzecsna | (2013 eb) előselejtező (5. csoport) | Fehéroroszország–Finnország | 2 – 2    | 2250        |
| 2012. június 21.  | La Ciudad del Fútbol, Madrid  | (2013 eb) előselejtező (2. csoport) | Spanyolország–Törökország   | 4 – 0    | 100         |
| 2015. október 25. | Hardtwaldstadion Sandhausen   | (2017 eb) előselejtező (5. csoport) | Németország–Törökország     | 7 – 0    | 6734        |

Az UEFA JB küldésére irányította Női UEFA-kupa találkozót.
| Időpont             | Helyszín                       | Mérkőzés típusa           | Mérkőzés                    | Eredmény | Nézők száma |
| ------------------- | ------------------------------ | ------------------------- | --------------------------- | -------- | ----------- |
| 2015. augusztus 13. | Sportpark Slangenbeek, Hengelo | előselejtező (4. csoport) | Ferencváros TC–ASA Tel Aviv | 2 – 1    | 60          |